# شون سوليفان (لاعب هوكي الجليد)
شون سوليفان (بالإنجليزية: Sean Sullivan)‏ هو لاعب هوكي الجليد أمريكي، ولد في 29 مارس 1984 في بوسطن في الولايات المتحدة.

## وصلات خارجية
- شون سوليفان على موقع دوري الهوكي الوطني (الإنجليزية)
- شون سوليفان على موقع EliteProspects.com (الإنجليزية)
- شون سوليفان على موقع HockeyDB.com (الإنجليزية)